# Hildegard Behrens
Hildegard Behrens (Varel, 8 februari 1937 - Tokio, 18 augustus 2009) was een Duitse operazangeres.
Behrens kreeg als kind piano- en vioolles. Later studeerde ze rechten aan de universiteit van Freiburg. De sopraan Behrens debuteerde in 1971 in Freiburg als de gravin in Mozarts Le nozze di Figaro. In 1976 debuteerde zij bij de Metropolitan Opera in New York, in Il Tabarro van Puccini. In totaal zong ze 171 keer voor de Metropolitan, voor het laatst in 1999. Vooral haar vertolking van "Brünnhilde" in Wagners Der Ring des Nibelungen leverde haar grote waardering op. In 1990 raakte ze gewond toen er tijdens een uitvoering van Wagners Götterdämmerung een decorstuk bovenop haar viel. 
Zij overleed in augustus 2009 aan een aneurysma tijdens een festivalreis in 2009.

## Operaproducties beschikbaar op DVD
- Tristan und Isolde, met Leonard Bernstein, Dirigent, en het symfonieorkest van de Bayerische Rundfunks, semi-geënsceneerde voorstelling 1981.
- Der Ring des Nibelungen, met James Levine, Dirigent, en het orkest van de Metropolitan Opera, Regie: Otto Schenk, 1989/1990.
- Der fliegende Holländer, met Leif Segerstam, dirigent, en orkest en koor van de Savonlinna-Opernfestspiele, Regie: Ilkka Bäckman, 1989.
- Tosca, met Giuseppe Sinopoli, dirigent, en het orkest van de Metropolitan Opera, Regie: Franco Zeffirelli, 1985.
- Idomeneo, met James Levine, dirigent, en het orkest van de Metropolitan Opera, Regie: Jean-Pierre Ponnelle, 1982.
- Elektra, met James Levine, dirigent, en het orkest van de Metropolitan Opera, Regie: Otto Schenk, 1994.
- Wozzeck, met Claudio Abbado, dirigent, en de Wiener Philharmoniker, 1987.

## Prijzen
- Orde van Verdienste van de Bondsrepubliek Duitsland (1e klasse in 1985)
- Beierse Orde van Verdienste (1994)
- Léonie-Sonning-Musikpreis (1998)
- Prix Herbert von Karajan (2003)

- Bibsys: 99070964
- Biblioteca Nacional de España: XX851306
- Bibliothèque nationale de France: cb138912985 (data)
- CiNii: DA03974230
- Gemeinsame Normdatei: 124614442
- International Standard Name Identifier: 0000 0001 1880 4937
- Library of Congress Control Number: n78062606
- Nationale Bibliotheek van Letland: 000091996
- MusicBrainz: 34d49504-db7c-43d8-b753-39b4b5443df0
- Nationale Bibliotheek van Tsjechië: mzk2003208112
- Nationale bibliotheek van Australië: 35711908
- Nationale Bibliotheek van Israël: 987007457651205171
- Nationale Bibliotheek van Polen: a0000002841330
- Nationale en Universitaire bibliotheek Zagreb: 000622600
- Nederlandse Thesaurus van Auteursnamen: 07196777X
- Réseau des bibliothèques de Suisse occidentale: 02-A002985313
- Istituto Centrale per il Catalogo Unico: RAVV091668
- LIBRIS: 343245
- Système universitaire de documentation: 060986301
- Trove: 1053224
- Virtual International Authority File: 102762870
- WorldCat: E39PBJwmV6g8fxYF8Kw8X7B773